# Zeszyty Prawnicze Biura Analiz Sejmowych
„Zeszyty Prawnicze Biura Analiz Sejmowych” – polskie czasopismo naukowe otwartego dostępu o tematyce prawniczej. Ukazuje się od 2004 nakładem Biura Analiz Sejmowych Kancelarii Sejmu we współpracy z Wydawnictwem Sejmowym.
W kwartalniku publikowane są recenzowane artykuły problemowe, opinie prawne przygotowywane na zlecenie posłów i organów Sejmu, glosy oraz opracowania powstałe w wyniku prowadzonych prac studialnych. Stały podział tematyczny to: prawo konstytucyjne, europejskie, legislacja, sprawy poselskie, postępowania przed Trybunałem Konstytucyjnym oraz varia. Autorami są eksperci Kancelarii Sejmu oraz pracownicy naukowi polskich uczelni wyższych.
Kwartalnik znajduje się w wykazie czasopism naukowych prowadzonym przez Ministra Nauki i Szkolnictwa Wyższego z przyznaną liczbą 100 punktów.
Pełną treść każdego numeru można pobrać w formacie PDF ze stron Sejmu oraz Biura Analiz Sejmowych.

## Redakcja naukowa
- Redaktor Naczelny: Przemysław Sobolewski
- Zastępca Redaktora Naczelnego: Adam Karczmarek
- Sekretarz Redakcji: Marta Kopeć
- Członkowie: Wojciech Arndt, Paweł Bachmat, Ewelina Gierach, Robert Jastrzębski, Krzysztof Kozłowski, Bartosz Pawłowski, Zofia Szpringer, Michał Warciński
- Redaktor językowy: Teresa Muś

## Rada programowa
- Przewodniczący: Ziemowit Cieślik (Uniwersytet Kardynała Stefana Wyszyńskiego w Warszawie)
- Członkowie: Piotr Czarny (Uniwersytet Jagielloński), Cezary Mik (Uniwersytet Kardynała Stefana Wyszyńskiego w Warszawie), Jadwiga Potrzeszcz (Katolicki Uniwersytet Lubelski Jana Pawła II), Andrzej Szmyt (Uniwersytet Gdański), Adam Szafrański (Uniwersytet Warszawski), Marek Szydło (Uniwersytet Wrocławski)

Powołując się na okoliczność utraty przez Biuro Analiz Sejmowych statusu niezależnej instytucji eksperckiej, w 2017 z członkostwa w radzie programowej zrezygnowali: Agnieszka Grzelak (Szkoła Główna Handlowa w Warszawie), Michał Królikowski (Uniwersytet Warszawski) i Włodzimierz Wróbel (Uniwersytet Jagielloński).

## Indeksowanie w bazach danych
- CEEOL (pełne teksty, od 1 stycznia 2010)[4]
- CEJSH (pełne teksty, od 1 stycznia 2012)[5]
- POL-Index
- Index Copernicus[6]
- BazHum[7]
- EBSCO Legal Source (pełne teksty, od 1 stycznia 2011)
- ERIH Plus[8]

Są indeksowane w międzynarodowej bazie Index Copernicus Journals Master List ze wskaźnikiem ICV równym 85.18